# Marian Musiał (polityk)
Marian Józef Musiał (ur. 8 czerwca 1948 w Gorzędzieju, zm. 20 listopada 2020 w Malborku) – polski polityk, poseł na Sejm PRL IX kadencji.

## Życiorys
Był synem Stanisława i Jadwigi. W 1965 podjął pracę w Fabryce Przekładni Samochodowych „Polmo” w Tczewie. Był tam tokarzem, a od 1975 mistrzem na wydziale produkcji narzędzi. W 1979 ukończył Technikum Mechaniczne w Tczewie.
Od 1962 do 1984 należał do Związku Socjalistycznej Młodzieży Polskiej. W 1972 wstąpił do Polskiej Zjednoczonej Partii Robotniczej, w partii pełnił funkcję członka egzekutywy Komitetu Zakładowego i I sekretarza Oddziałowej Organizacji Partyjnej, a w latach 1981–1984 członka egzekutywy Komitetu Wojewódzkiego w Gdańsku. Był radnym Miejskiej Rady Narodowej w Tczewie. W latach 1985–1989 pełnił mandat posła na Sejm PRL IX kadencji z okręgu Gdańsk, zasiadając w Komisji Administracji, Spraw Wewnętrznych i Wymiaru Sprawiedliwości oraz w Komisji Przemysłu. Należał do Niezależnego Samorządnego Związku Zawodowego „Solidarność”.

## Odznaczenia
- Srebrny Krzyż Zasługi
- Medal 40-lecia Polski Ludowej